# Культ коня
Культ коня — складова частина деяких первісних форм релігії, вид зоолатрії, полягає в шануванні коня (коней), пов'язана з наділенням коня (коней) надприродними властивостями (аж до обожнювання), включає в себе комплекс релігійних обрядів, пов'язаних з шануванням коня, а також включає матеріальні об'єкти, необхідні для вчинення цих обрядів.

## Загальні відомості
Точної дати та місця появи «культа коня» поки не встановлено.
Даний культ відносно молодий, йому близько шести тисяч років, в той час як культи шанування сонця, місяця багато старші. Молодість культу визначається тим, що культ з'явився тільки після одомашнення коня, після чого ця тварина стала сильно впливати на життя людини. Культ мав як позитивні, так і негативні наслідки для коней, в одних випадках їм приносили жертви як богам, а в інших випадках їх самих приносили в жертву.
Для простих воїнів, високошляхетних аристократів і навіть для царів в минулі часи кінь був усім — він давав їжу, одяг, силу і багатство, рятував життя, навіть був уособленням їх власної доблесті і мужності, символом обраності, атрибутом влади тощо.
З поширенням монотеїстичних релігій культ коня повністю втратив своє колишнє релігійне значення, проте зберігається як традиція в країнах, де розвинені конярство, кінний спорт і кінне полювання.

## Зародження культу коня
Найбільш популярна серед вчених курганна гіпотеза прабатьківщини індоєвропейців розмірковує так, що місце розташування найбільш ранніх слідів конярства знаходиться на Волзі (Самарська культура, але див. Середньостогова культура), і, можливо, відноситься до ядра ранніх протоіндоєвропейців або прото-протоіндоєвропейців в V тис. до н. е.
Цінним свідченням зародження культу коня служать знахідки поховань (жертвоприношень) коня або тільки його черепа і зображень коня або його голови з явно ритуальними цілями, одночасно з похованням людей, по кутах якихось споруджуваних комплексів тощо.
Найдавніше відоме в Старому Світі жертвопринесення коня відкрито Д. Я. Телєгіним на середньому Дніпрі на поселенні Деріївка, що відноситься до пізньої стадії культури Середній Стіг: кінець IV — початок III тисячоліття до н. е.
Обряд жертвопринесення коня використовувався в ямній культурі по всій території розповсюдження.
У другому тисячолітті до н. е. археологічні дані про появу культу коня на передньому Сході пов'язані з хеттами і Хаттами, які воювали вже з використанням бойових колісниць. Хети поклонялися богу Пірве, який можливо пов'язаний із слов'янським Перуном і литовським Перкунасом.
Згідно хетської традиції жертвопринесення коней робилися на похоронах царя або цариці. Після спалення покійних царів коней убивали, та кінські голови ховали разом з царським прахом. Дана традиція підтверджена знахідками кінських черепів в Передній Азії в могильнику Османкаяси. Вони датуються XVII–XIV ст. дон. е.
Найдавніші ритуальні поховання коней і численних зображень коней і фантастичних кінських грифонів зафіксовані в Ірані: в Хасанлу, в Дінкатепе, в Бабад-жантепе, в Марліктепе та інших об'єктах археологічних розкопок.

## Культ коня в Європі

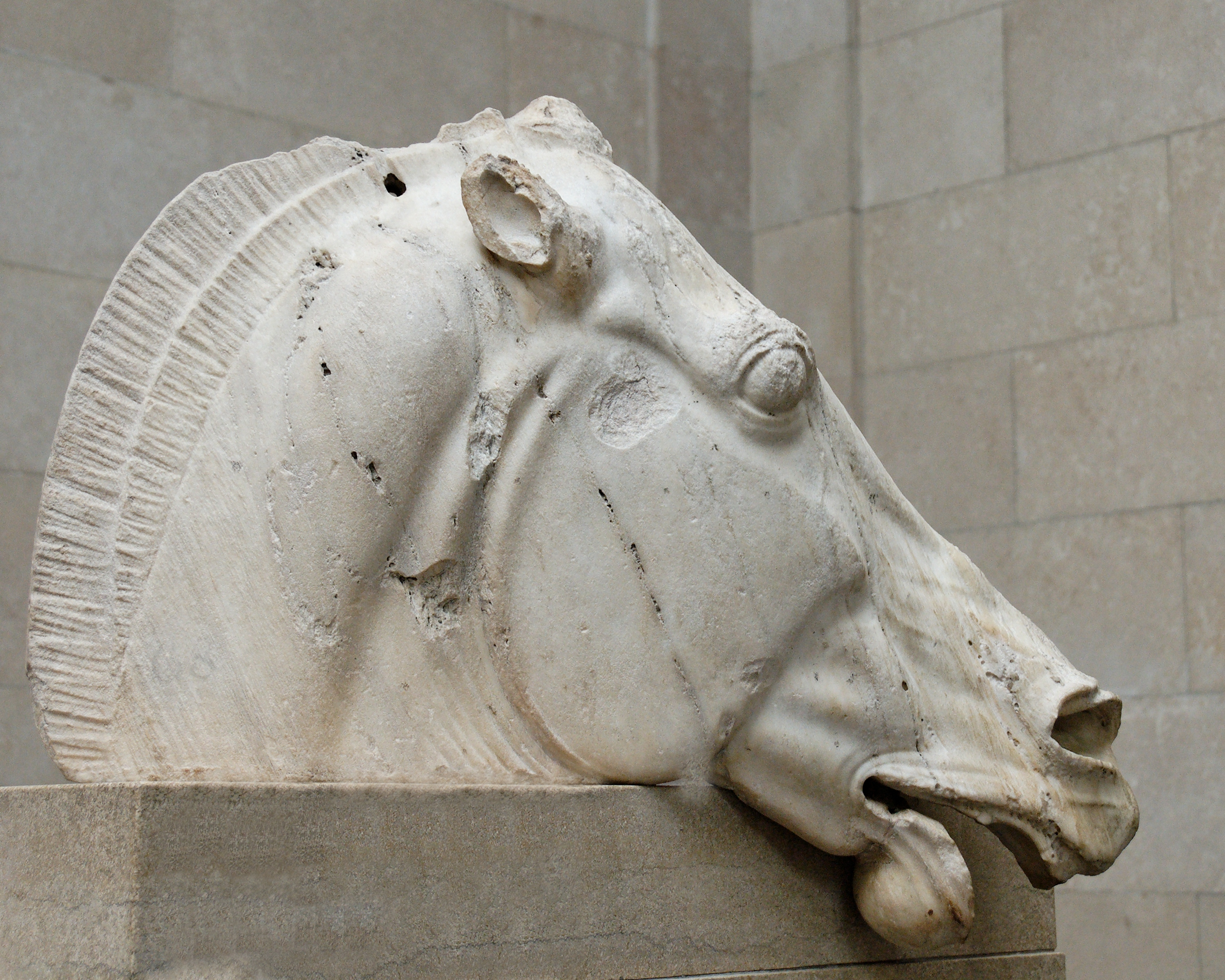
Голова коня з фриза Парфенона

На сході Європи, можливо, першими використовували коня для верхової їзди носії майкопської археологічної культури, що датується приблизно кінцем IV тис. до н. е., так як тут знайдені не тільки останки коней, а й бронзові предмети, які деякими вченими упізнані як найдавніші примітивні псалії.
Трохи пізніше кінь став відомий у Закавказзі: кістки його знайдені в різних поселеннях куро-Аракская культури як у Вірменії, так і в Грузії.
У кобанській культурі культ коня був дуже розвинений. Останки коней знайдені в кобанських похованнях, наприклад, в могильнику Сержень-Юрт.
У середині II тис. До н. е. культ коня проявляється в грецькій міфології, про що свідчать, наприклад, образи Пегаса, коней Діомеда, Арейона.
У германо-скандинавської міфології з'являється Слейпнір — восьминогий кінь Одіна, породження Локі; в армянському епосі Куркік Джалалі — чудовий кінь, радник і помічник героя, який знайшов його на морському дні, в збруї і з мечем-блискавкою.

## Обряд жертвопринесення
Складовими елементами культу коня були релігійно-магічні дії (обряди) по здійсненню жертвопринесення.
Кінь швидко зайняв другу жертовну позицію, поступався тільки людині, потіснивши биків, баранів і козлів. Жертвопринесення коня супроводжувало найважливіші церемонії, зокрема, відбувалося в честь якого-небудь верховного божества того чи іншого народу.
У деяких народів в певних випадках в жертву приносили коня, а тільки його голову або зображення.
Для жертвопринесення богам вибиралися особливі дні, наприклад, день сонячного рівнодення.
Вбивству коня міг передувати обряд випускання його на свободу на якийсь заздалегідь визначений термін.
Після закінчення цього терміну коня приводили на особливе «священне» місце, де і заколювали після відповідних ритуалів, серед яких могли бути й жертвопринесення інших тварин.
Ритуал поховання царя (вождя) у різних народів, які ушановували коня, мав різні відгалуження, продовження. Наприклад, головна дружина покійного царя (вождя) за допомогою певних ритуалів вступала з твариною в містичний шлюб, щоб доставити царю духовну енергію; інша дружина ритуально відокремлювала тулуб коня, щоб забезпечити царю фізичну силу, третя дружина відокремлювала хвіст коня, щоб забезпечити царя багатством. Кров коня використовували для ритуальних обмивань в честь верховного божества.
Ритуал практично у всіх народів закінчується грандіозним бенкетом. В результаті ритуалу покійний цар (вождь) повинен був перевтілитися, отримати нове народження, а також отримати могутність і безсмертя.

## Тотемізм
Ритуал, можливо, прийшов на зміну жертвопринесення людини, що мало місце в більш древніх релігійних культах, або має інше значення, виходячи з попередніх тотемических уявлень, зміст яких сьогодні не ясний.
Стародавні народи робили складні обряди і жертвопринесення, при яких з метою причащання поїдали м'ясо тотема і пили його кров, вважаючи, що магічні властивості тотемної тварини перейдуть до людини.

## Богиня матері-землі
М.Гімбутас була переконана, що в IV тис. до н. е. кінець Старій Європі поклали вторгнення войовничих степовиків-індоєвропейців. Тоді племена Старої Європи були винищені або асимільовані індоєвропейцями, а культ бика змінився культом коня. — Див. Стара Європа
У деяких народів кінь (кобилиця) стала втіленням богині матері-землі і двох її супутників-близнюків, що уособлюють життя і смерть, а також інкарнацією богів неба і сонця. В ході антропоморфізації богів кінь був обраний атрибутом, супутником і жертовною твариною.
В культі богині-матері кінь став відігравати значиму роль:
 — Греки поклонялися богині Меланиппа — чорної кобилиці, культ був перетворений в культ Деметри і двох її супутників Діоскурів (на конях) — див. Коні у давньогрецькій міфології;
 — У троянців була богиня — господиня коней, що стоїть між двома вершниками;
 — У кельтів шанувалася богиня Епона, також «хазяйка коней» і також між двома вершниками;
 — Богині і кінним близнюкам поклонялися германці.

## Боротьба вершника зі змієм

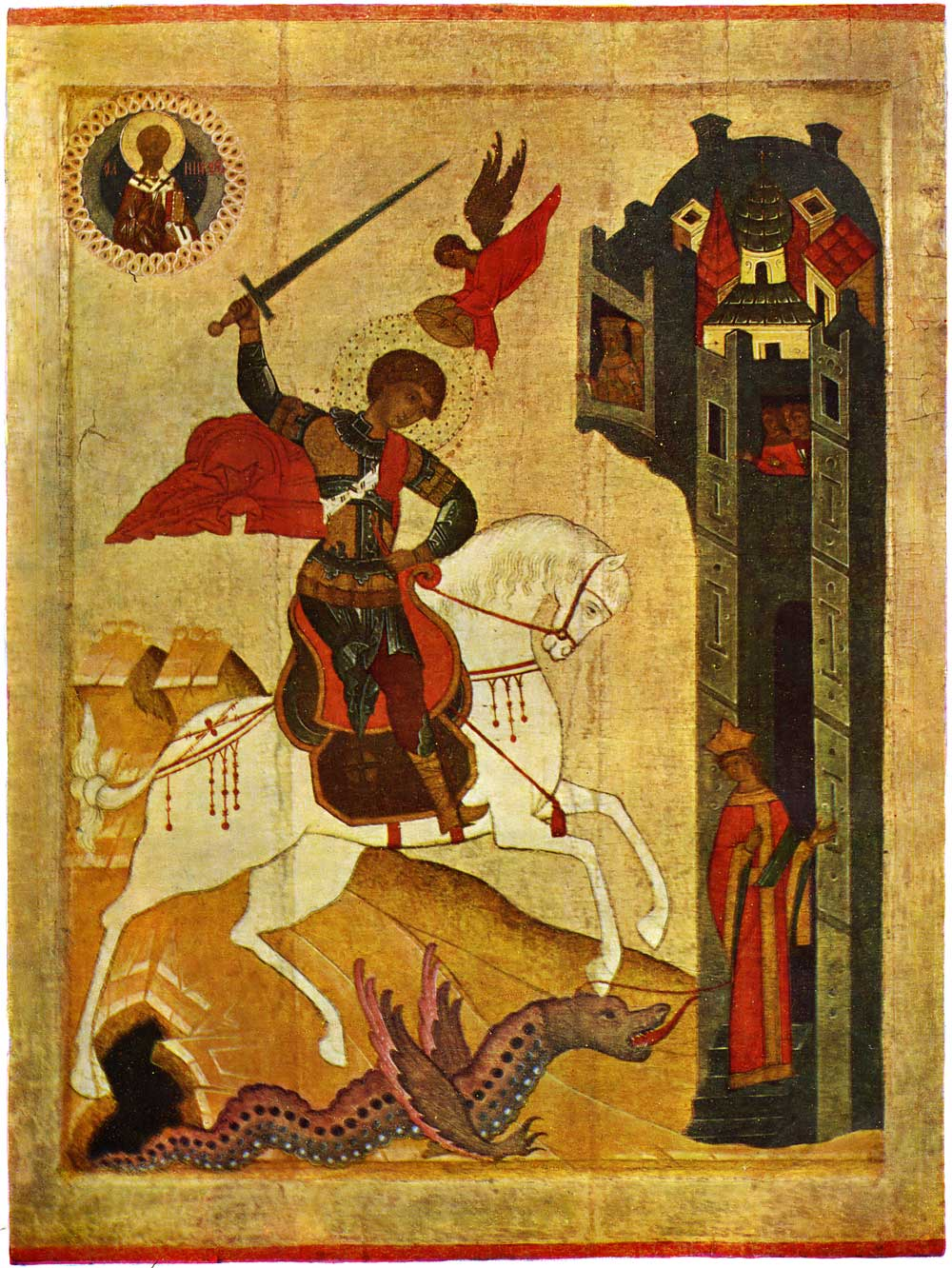
Російська ікона к. XV століття (повна композиція)

У багатьох народів і в багатьох релігіях популярний сюжет боротьби Вершника зі змієм.
В ролі змієборця часто представляється цар, який розглядається як обранець і земне втілення переможного бога.
Приміром, у православній традиції цей сюжет відомий як Чудо Георгія про змія.

## Царські колісниці
З моменту появи колісниць (приблизно початок II тисячоліття до н. е.) Богів починають зображати на колісницях, тобто вигадуються колісничні варіанти пересування богів і царів. До цього часу з'являються уявлення про священних царських коней, які допомагають царю в боротьбі з ворогами і дають царю надприродні сили і плодючість.

## Атрибут влади
Оскільки кінь став атрибутом небесного бога-змієборця, то земні царі також перетворюють коней в свій «священний символ» влади.
В різних релігійних містеріях кінь використовувався для створення уявлень щодо участі коня у виборі царя (тобто кінь виступав як носій волі богів).
Людина стала бачити в коні носія і символ своїх богів, тому всіляко догоджали і прикрашав його. Приміром, коні грецького бога Зевса були підковані срібними підковами, а Посейдон їздив по морю на парі коней. Арійські юогі війни переміщалися на колісницях з «божественними» кіньми. Кінь був атрибутом кельтських і германських богів (Епонім, Одіна), навіть валькірії їздили верхи.

## Цілі жертвопринесення коня
Значення жертвопринесення коня випливає з містичних здібностей, приписуваних коню, які на тому світі кінь буде використовувати на благо царя.
В індійському епосі Уччайхшравас кінь Індри, цар всіх коней, наділений здатністю воскрешати мертвих.
В лідійській легенді бронзовий кінь з могили допомагає герою стати лідійським царем.
Здатність коня (його голови) відродити людину лежить в основі зображень кінських голів на грецьких некродіпнах.
Таким чином, порівняльний міфологічний матеріал дозволяє прийти до висновку, що жертвопринесення коня на похоронах відбувалося з метою передати померлому фізичні сили коня, сексуальні сили коня, гарантувати йому легкий шлях на небо в обитель предків, відродження на тому світі тощо.

## Культ коня у народів Кавказу

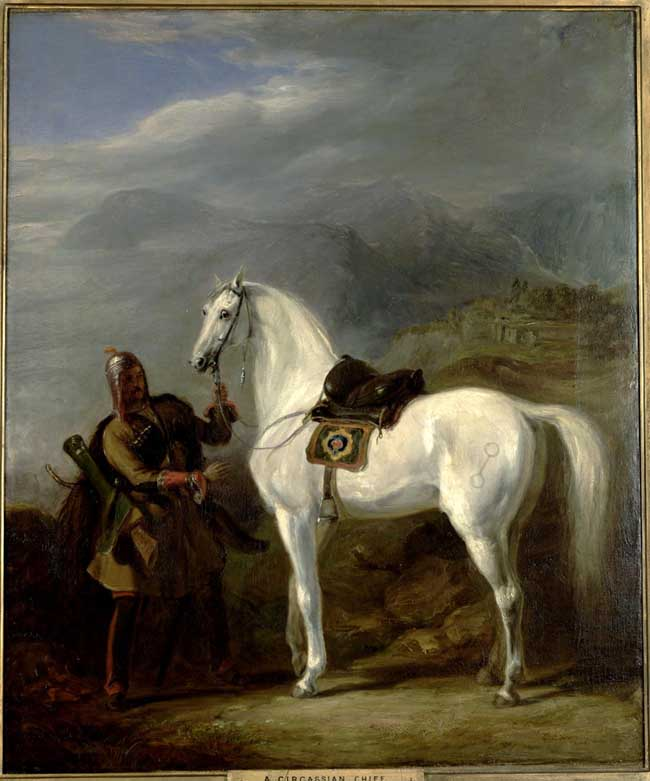
Сер Вільям Аллан «Черкеський вождь» (1843)

Поминальні скачки влаштовували лакці, чеченці, інгуші, абхази та інші народи.
У народів Кавказу збереглося і уявлення про особливу роль черепа коня. Так, в грузинському епосі череп коня Лурджа виконує всі бажання.
Культ коня дуже розвинений у багатьох народів Кавказу, особливо у тих, серед яких поширений «Нартський епос», де коні наділені надприродними силами, мають здатність до трансформації, говорять людськими голосами, затоптують ворогів, допомагаючи господареві.
У абхазо-адигських народів Кавказу обряд жертвопринесення коня був складовою частиною  обряду повітряного поховання небіжчиків. Про це свідчить, наприклад, повідомлення, що датується 1660 ом, яке зробив мандрівник Арканджело Ламберти. Зокрема він писав:
 З північного боку, ближче всіх (до Мінгрельців), живуть ті кавказці, яких турки називають Абаза (Abassas) або Абкассамі (Abcasses). Між іншими звичаями цього народу чудово те, що вони не хоронять, ні спалюють тіла небіжчика, а кладуть труп в видовбаний стовбур дерева (dans un tronc d'arbre qu'ils ont ereuse), який служить труною. Останній з молитвою прив'язують виноградною лозою до найвищої гілки якогось більшого дерева. Вони підвішують також зброю і одяг покійного, а щоб послати на той світ коня, ганяють його щодуху від цього дерева доти, поки той не здохне. Якщо він здохне скоро, то кажуть, що господар любив його сильно; якщо ж, навпаки, він довго не здихає, то кажуть, що небіжчик цим показує, як мало дбав про нього. 

## Культ коня в інших народів
Культ коня мав велике значення в релігійному житті різних тюркських народів.
Культ рудого або білого коня (з білою зірочкою на лобі) був значимий для уйгурів.
Щоб зробити новонародженого щасливим, башкири і каракалпаки приводили до нього коня.
Тулпар — крилатий (або летючий) кінь в кипчакській (башкирській, казахській, татарській) міфології.
Саяно-алтайські народи здійснювали обряд «Тай-Елга»: в жертву богу приносили коня білої масті, м'ясо його поїдали, а шкуру вивішували на жердині.
Джесегей Тойон — божество, покровитель коней і рогатої худоби в якутської міфології.
Кінь вітру (лунгта) — символ в тибетському буддизмі у вигляді коня, несучого на спині Чінтамані, тобто коштовність, виконуючу бажання і приносячу благополуччя.